# Покровская церковь (Килия)
Храм Покрова Пресвятыя Богородицы — старообрядческая церковь в городе Килия Одесской области. Принадлежит Киевской и всея Украины епархии Русской православной старообрядческой церкви.

## История
Старообрядческая Покровская церковь в Килие была построена в 1846 году из самана. Настоятелем этой церкви был Авдей Кузьмин, в будущем ставший епископом Тульчинским Алимпием. В 1912 году при протоиерее Иоанне Кравцове вокруг старой церкви начали сооружать каменные стены. В 1916 году строительство было закончено, старую церковь разобрали и вынесли изнутри. Новую церковь освятил управляющий Измаильской и Бессарабской епархией Кирилл (Политов).
К 1930 году была построена новая колокольня высотой в 51 метр, также увеличивается размер храма. В 1951—1954 годах при отце Несторе Соловьёве была сделана ограда вокруг церкви.
Летом 1998 года от удара шаровой молнии в храме вспыхнул пожар, от которого сгорели все деревянные конструкции, иконостас, восьмерик, кровля трапезной части и перекрытия колокольни. Антиминс, освящённый ещё владыкой Кириллом, удалось спасти. Спустя две недели в здании бывшего церковного дома была освящена церковь в честь Введения во храм Пресвятой Богородицы. В декабре 2004 года восстановленный Покровский храм был освящён.